# RD-0110
RD-0110 – silnik rakietowy produkcji radzieckiej, pochodna silników RD-0107 i RD-0108, produkowany pierwotnie na potrzeby górnego stopnia rakiet Mołnia-M, później przystosowany na potrzeby rakiet nośnych Sojuz. Jest to jeden z najdłużej wykorzystywanych silników rakietowych nieprzerwanie od pierwszego startu w latach 60 XX wieku.